# NGC 4240
NGC 4240 في الفهرس العام الجديد، هي مجرة، تقع في كوكبة العذراء. اكتشفت في 20 مايو 1875 بواسطة فيلهلم تمبل.

## روابط خارجية
- NGC 4240 على موقع ويكي سكاي: DSS2, SDSS, GALEX, IRAS, Hydrogen α, X-Ray, Astrophoto, Sky Map, Articles and images